# Jasień (województwo wielkopolskie)
Jasień (pol. hist. Jasienie, a także Jasin) – wieś w Polsce położona w województwie wielkopolskim, w powiecie kościańskim, w gminie Czempiń.

## Położenie
Jasień leży na Równinie Kościańskiej, przy drodze wojewódzkiej nr 311 i w pobliżu linii kolejowej Wrocław-Poznań (najbliższy przystanek kolejowy Oborzyska Stare).

## Historia
Miejscowość pierwotnie była związana z Wielkopolską. Istnieje co najmniej od drugiej połowy XIV wieku i ma średniowieczną metrykę. Po raz pierwszy w źródłach historycznych odnotowana została w łacińskim dokumencie z 1361, według zachowanej kopii z 1501, jako "Jaszenye", 1399 "Jaczena", 1422 "Jassyenye", 1423 "Jazenye", 1434 "Yassyona", 1445 "Jassyenye", 1448 "Jaszyenye", 1470 "Jaszenye", 1485 "Yaszyenye", 1530 "Jassenyc".
Początkowo wieś była własnością szlachecką, należącą do wielkopolskiej szlachty z rodu Gryżyńskich, którzy od nazwy wsi Gryżyna przyjęli odmiejscowe nazwisko, a później także do Jaszkowskich, Lwowskich. W 1445 miejscowość leżała w powiecie kościańskim województwa poznańskiego w Koronie Królestwa Polskiego. W 1563 leżała w parafii Oborzyska (obecnie Oborzyska Stare).
Pierwsze zapisy związane z miejscowością wzmiankują w 1361 Abrahama sołtysa jasieńskiego. W 1399 odnotowany został kmieć jasieński o imieniu Święch. W 1434 odnotowana została Jadwiga sołtysowa z Jasienia. W tym roku Katarzyna Cielecka z Czeszewa, żona Przedpełka Mościca ze Stęszewa zeznała, że jej stryj Mikołaj nie wziął tej Jadwidze 10 grzywien.
Na przełomie XIV i XV wieku właścicielem miejscowości był Przybysław Gryżyński z Brenna. W latach 1422-1423 Małgorzata żona Przybysława posiadała oprawę wdowią m.in. na Jasieniu. W 1445 miał miejsce podział rodzinny majątku pomiędzy bratanków Przybysława Gryżyńskiego w wyniku, którego  Jan z Jaszkowa syn Wyszaka Gryżyńskiego otrzymał m.in. Jasień. W 1448 nastąpił podział dóbr Jaszkowo pomiędzy braci Jana i Andrzeja Jaszkowskich synów Wyszaka Gryżyńskiego. Jan otrzymał wówczas pół Jaszkowa oraz m.in. Jasień. Jan Jaszkowski z Jaszkowa zapisał po 300 grzywien posagu i wiana żonie Annie córce Piotra Skóry z Gaju, m.in. na Jasieniu.
W 1467 na wsi Jasień ciążył czynsz w wysokości 5 grzywien od sumy głównej 60 grzywien dla wikariuszy katedry poznańskiej. W 1470 Jan Jaszkowski posiadał m.in. Jasień. W 1480 Katarzyna wdowa po Janie Jaszkowskim zeznała, że jej syn Mikołaj, zmieniając jej podstawę oprawy na Jaszkowo w 1482, zaspokoił ją majątkowo z posagu i wiana zapisanych m.in. na Jasieniu. W 1482 Mikołaj zapisał żonie Katarzynie Grudzińskiej po 400 grzywien posagu i wiana na aszkowie, Jasieniu i Słoninie. W 1483 Mikołaj zapisał żonie po 400 grzywien posagu i wiana na swoich wsiach. W 1485 Katarzyna wdowa po Mikołaju Jaszkowskim, żona Mikołaja Kobylińskiego swemu drugiemu mężowi dała część oprawy zapisanej jej przez Mikołaja Jaszkowskiego na połowie Jaszkowa i na Jasieniu. W 1534 Wojciech Ostroróg Lwowski syn Jerzego i Katarzyny Jaszkowskiej córce Mikołaja Jaszkowskiego oprawił posag i wiano swojej żonie Zuzannie córce Mikołaja Kościeleckiego na Jaszkowie, Jasieniu i Słoninie.
Miejscowość odnotowały również historyczne rejestry podatkowe. W 1530 miał miejsce pobór 9 łanów. W 1563 we wsi było 11 łanów, dwa łany sołtysa, karczma doroczna oraz jeden komornik. W 1580 miał miejsce pobór z 12 łanów oraz od dwóch zagrodników.
Wskutek II rozbioru Polski w 1793, miejscowość przeszła pod władanie Prus i jak cała Wielkopolska znalazła się w zaborze pruskim. W okresie Wielkiego Księstwa Poznańskiego (1815-1848) miejscowość wzmiankowana jako Jasień należała do wsi większych w ówczesnym pruskim powiecie Kosten rejencji poznańskiej. Jasień należał do okręgu czempińskiego tego powiatu i stanowił odrębny majątek, którego właścicielem był wówczas (1846) Koczorowski. Według spisu urzędowego z 1837 roku Jasień liczył 229 mieszkańców, którzy zamieszkiwali 24 dymy (domostwa). Według danych z końca XIX wieku w Jasień (również Jasin) liczył 126 mieszkańców: 110 katolików i 16 ewangelików, zamieszkujących 16 domostw. Częścią miejscowości był domek stróża kolejowego.
W latach 1975–1998 miejscowość administracyjnie należała do województwa poznańskiego. W 2011 miejscowość liczyła 332 mieszkańców.

## Urodzeni w miejscowości
W Jasieniu urodził się Kazimierz Raszewski herbu Grzymała (ur. 29 lutego 1864, zm. 14 stycznia 1941 w Poznaniu) – generał broni Wojska Polskiego.

## Zabytki
W Jasieniu znajduje się zabytkowy park dworski z XIX wieku.